# Fontaine Kranner
La fontaine Kranner est une fontaine et un monument néo-gothique, dédié à l'Empereur François Ier, se trouvant à Prague, en République tchèque. Elle a été conçue par l’architecte Josef Kranner et ornée de sculptures allégorique réalisées par Josef Max (en).  
Le monument se compose de deux niveaux à balustrades, avec un imposant baldaquin gothique abritant une statue équestre de François Ier.  

## Description architecturale
Le niveau inférieur présente une plateforme en étoile à huit branches, entourée d’une balustrade servant de bassin peu profond. L’eau s’écoule en cascade depuis la base du monument, descendant vers un deuxième bassin, avant de se déverser dans le bassin principal.  

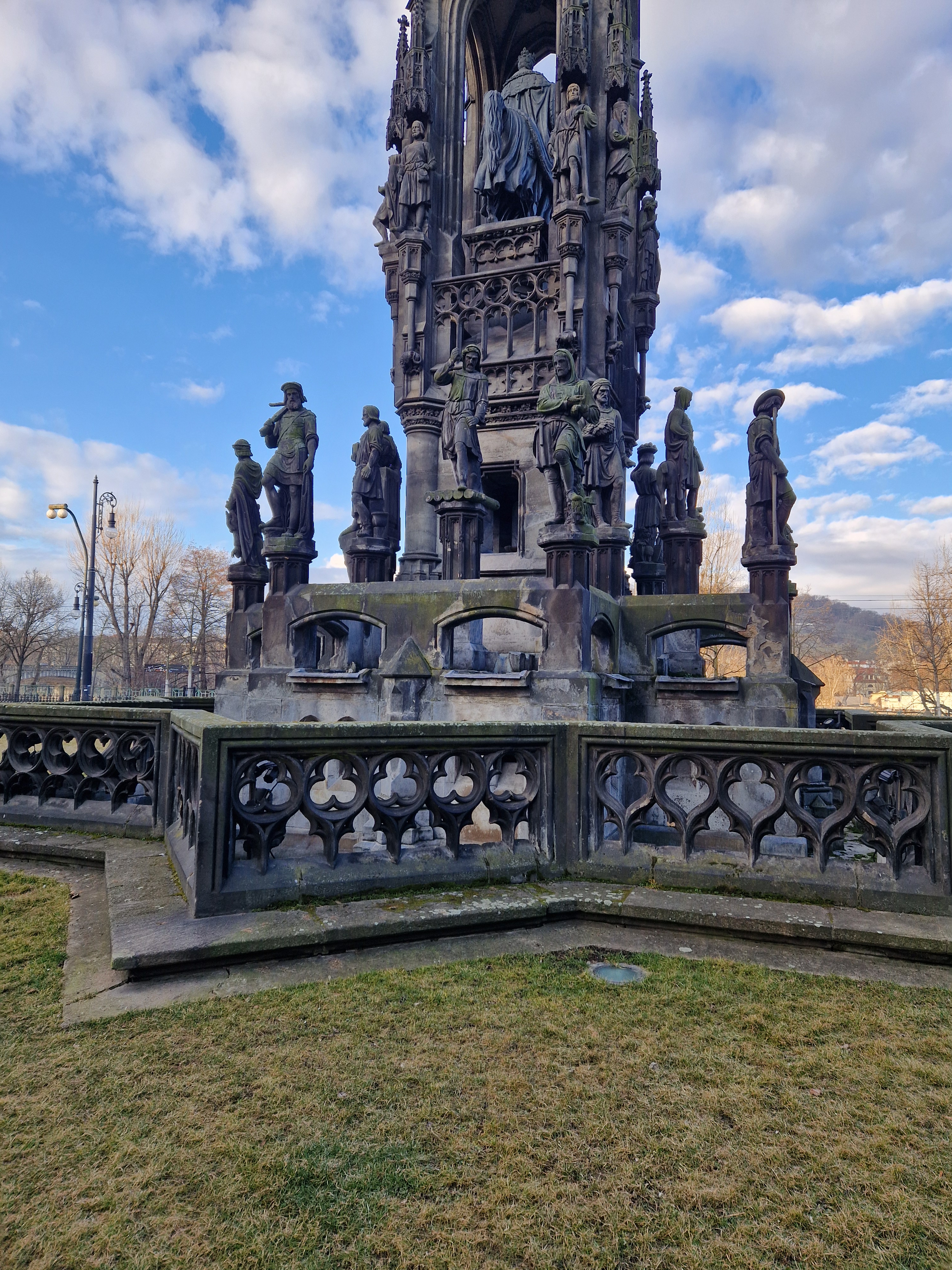
Fontaine de Kranner à Prague, photo prise en février 2025

Sur le deuxième niveau, plusieurs socles supportent seize statues allégoriques, représentant les différentes régions historiques de Bohême et de Moravie sous le règne des Habsbourg. Une statue distincte, placée à l’avant du monument, incarne la ville de Prague.  
Au centre, contre les quatre piliers du baldaquin, se dressent huit autres statues allégoriques. Elles symbolisent :
- La Science
- Les Arts
- Le Commerce
- L'Agriculture
- Les Mines
- L'Industrie
- La Paix
- L'Abondance

## Statue équestre de François Ier

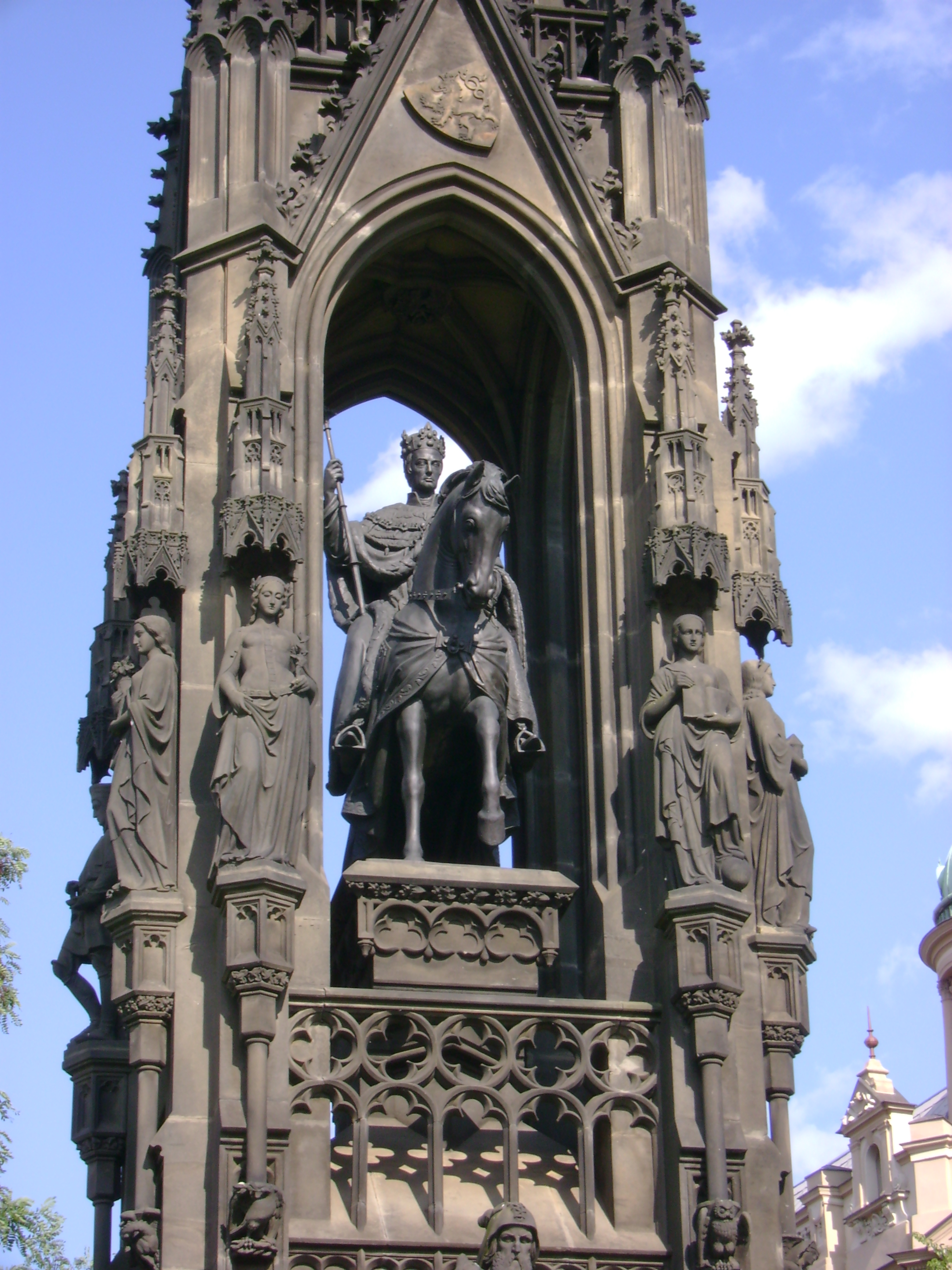
statue de François Ier

La statue équestre de  François Ier, élément central du monument, mesure 2,91 mètres de haut. Elle est placée sous un baldaquin gothique orné, et sur les quatre angles supérieurs du baldaquin, on trouve des reliefs représentant les blasons régionaux des territoires administrés par l'empereur.

## Symbole politique et controverses
À son inauguration, la fontaine Kranner fut perçue comme un symbole du pouvoir impérial des Habsbourg, suscitant une forte opposition parmi les nationalistes tchèques.  
Après la création de la Tchécoslovaquie en 1918, la statue de François Ier fut retirée et transférée au Lapidarium du Musée national de Prague, où elle est toujours conservée. En 2003, après la dissolution de la Tchécoslovaquie, une copie en plâtre de la statue fut installée sur le monument à son emplacement d'origine.